# Phelsuma robertmertensi
Phelsuma robertmertensi este o specie de șopârle din genul Phelsuma, familia Gekkonidae, descrisă de Meier 1980. A fost clasificată de IUCN ca specie în pericol. Conform Catalogue of Life specia Phelsuma robertmertensi nu are subspecii cunoscute.